# Grabowo (Łobez)
Grabowo (deutsch Grabow) ist ein Dorf in der polnischen Woiwodschaft Westpommern. Es gehört zur Gmina Łobez (Stadt- und Landgemeinde Labes) im  Powiat Łobeski (Labser  Kreis).

## Geographische Lage
Das Dorf liegt in Hinterpommern, etwa 22 Kilometer südöstlich der Stadt Resko (Regenwalde), sechs Kilometer nordöstlich der Stadt Łobez (Labes) und 2 ½ Kilometer nordwestlich des Dorfzentrums von Zdzisławice (Christinenhof).

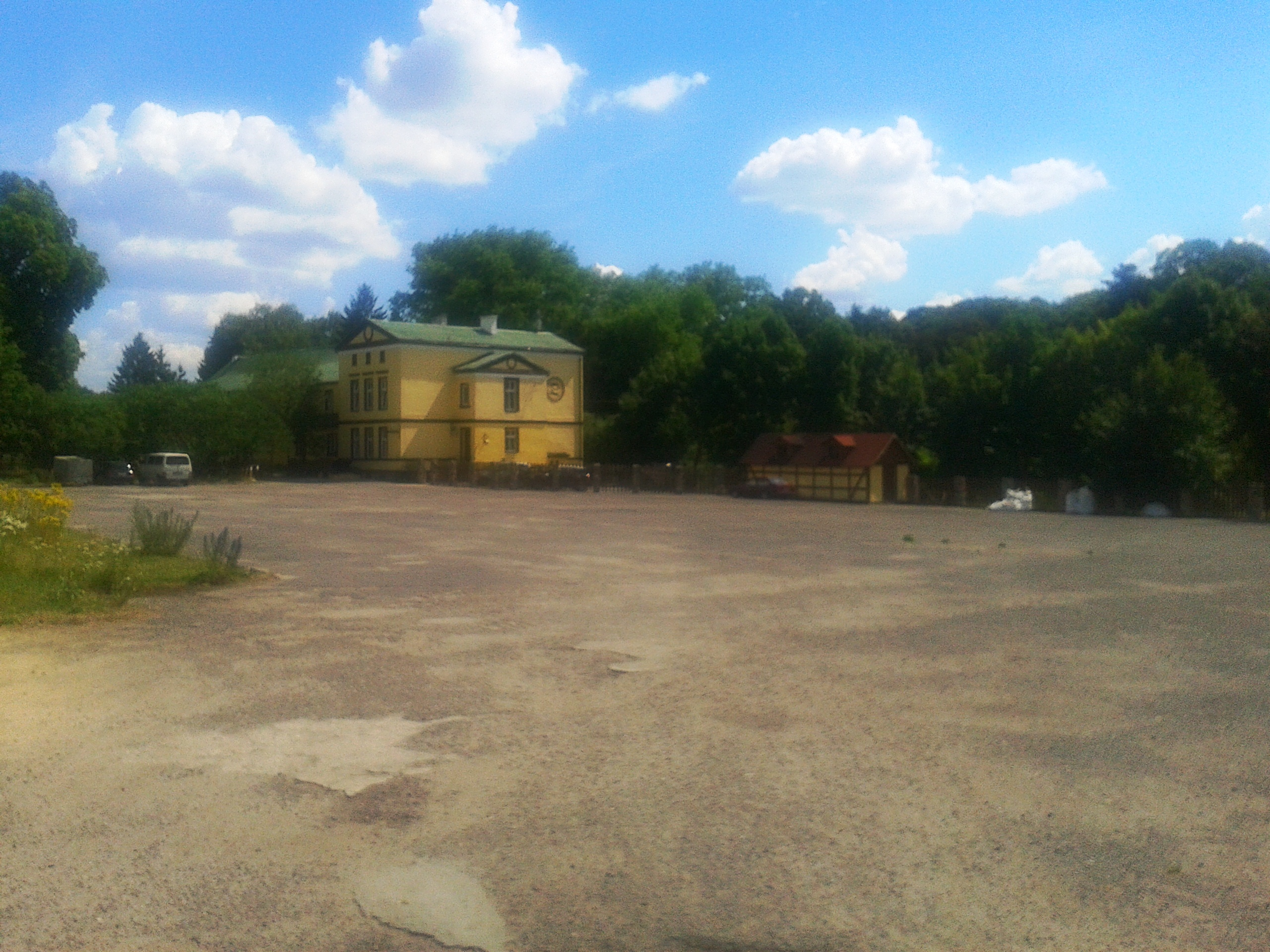
Ehemaliges Gutshaus Grabow mit Park (2014)

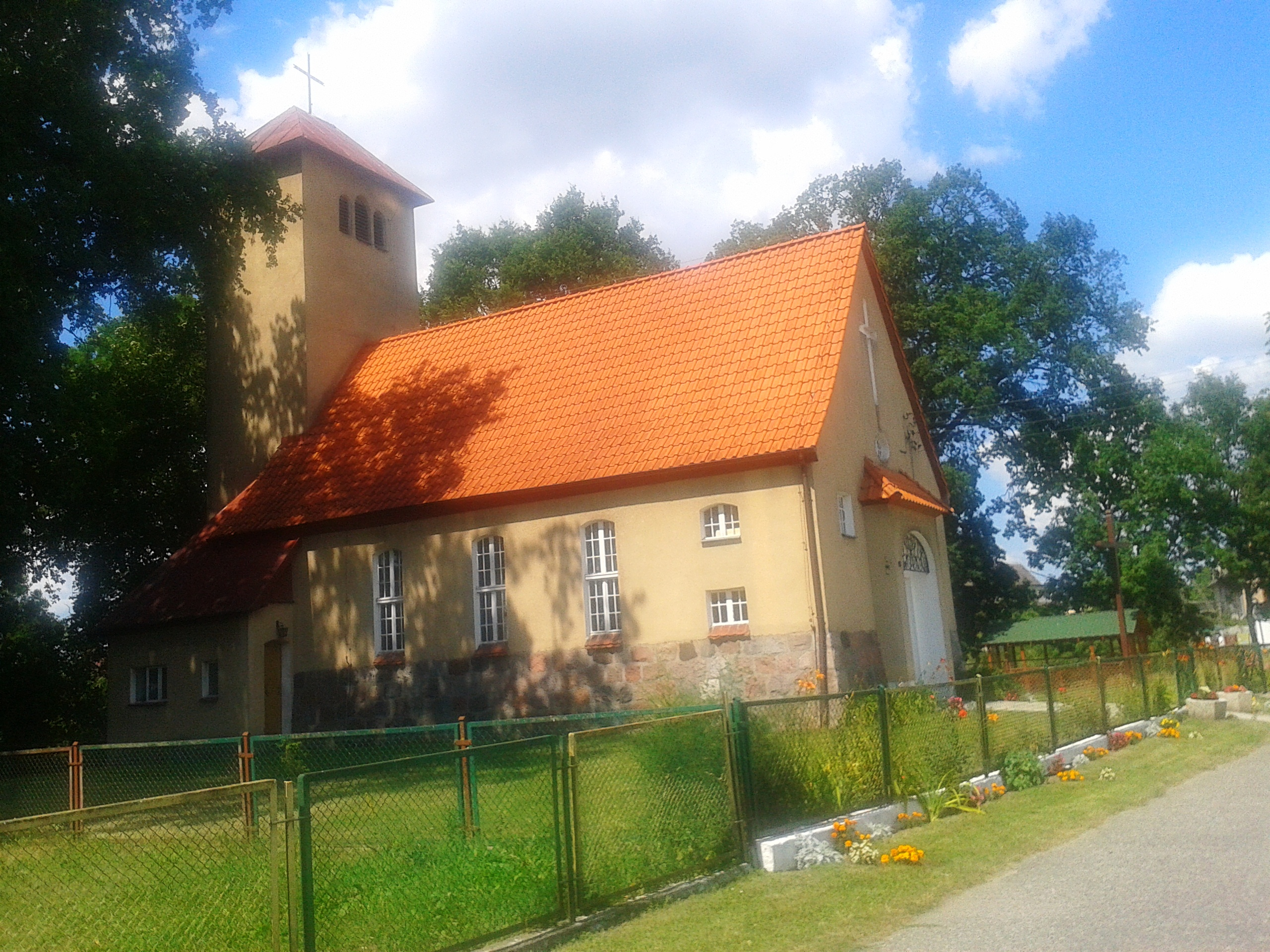
Kirche in Grabow (2014), bis 1945 Gotteshaus der evangelischen Einwohner des Gutsbezirks Grabow und seiner Umgebung

## Geschichte
Das Rittergut Grabow war früher ein altes pommersches Lehen der in Hinterpommern alteingeborenen Adelsfamilie Borcke. Es wurde schon 1500 in einem Lehnbrief der Borkonen erwähnt. Zu dem Gut gehörten um 1817 die fünf Vorwerke Büssow, Christinenhof, Dieckborn, Margarethenhof und Rüdigershof. Anlässlich der in der ersten Hälfte des 19. Jahrhunderts im Gutsbezirk Grabow durchgeführten Regulierung der gutsherrlichen und bäuerlichen Verhältnisse wurden fünf Bauernhöfe vom Gutsbezirk abgetrennt, auf die Feldmark Christinenhof verlegt und daraus die neue Landgemeinde Christinenhof gebildet. Namhafter Gutsbesitzer war damals der Politiker Kurt von Borcke. Ihm folgte der Sohn Otto von Borcke (1867–1929), verheiratet mit Anna von Hellermann (1875–1930), die beide kinderlos blieben.
Am 1. April 1927 betrug die Flächengröße des Ritterguts Grabow 1089 Hektar, und am 16. Juni 1925 hatte der Gutsbezirk 301 Einwohner. Mit Wirkung vom 30. Dezember 1927 wurde der Gutsbezirk Grabow nach der neuen Kommunalverfassung in die Landgemeinde Christinenhof eingegliedert; am privaten, kirchlichen und fiskalischen Eigentum änderte dies nichts. 1939 gehörte der Familie von Borcke in Grabow 319 ha und in Büssow 321 ha, hier war der Verwalter Friedrich Sibers eingesetzt. Letzter Besitzer des Guts Grabow war im Minorat, der jüngste Neffe, Jürgen von Borcke (1913–1943).
Im Jahr 1945 war Grabow eine Wohnstätte in der Landgemeinde Christinenhof im Landkreis Regenwalde im Regierungsbezirk Köslin der preußischen Provinz Pommern des Deutschen Reichs. Grabow war Sitz des Amtsbezirks Grabow.
Gegen Ende des Zweiten Weltkriegs wurde die Region im Frühjahr 1945 von der Roten Armee besetzt. Nach Beendigung der Kampfhandlungen wurde Grabow zusammen mit Christinenhof und ganz Hinterpommern seitens der sowjetischen Besatzungsmacht der Volksrepublik Polen zur Verwaltung überlassen. Danach begann die Zuwanderung von Polen. Der Ortsname wurde zu ‚Grabowo‘ polonisiert. In der Folgezeit wurde die einheimische Bevölkerung von der polnischen Administration aus Christinenhof vertrieben.

### Demographie
| Jahr | Einwohner | Anmerkungen |
| ---- | --------- | --- |
| 1782 | –         | adeliges Dorf mit zwei herrschaftlichen Ackerwerken, zwei Vorwerken auf der Feldmark, einer Kirche und zwölf Feuerstellen (Haushaltungen) |
| 1818 | 97        | Dorf und Holzwärterei, adlige Besitzung                                                                                                   |
| 1825 | 135       | [ 10 ] |
| 1852 | 363       | [ 11 ] |
| 1864 | 246       | am 3. Dezember, Gutsbezirk |
| 1867 | 238       | am 3. Dezember, Gutsbezirk |
| 1871 | 261       | am 1. Dezember, Gutsbezirk, davon 260 Evangelische und ein Katholik                                                                       |
| 1910 | 271       | am 1. Dezember, Gutsbezirk |
| 1925 | 301       | am 16. Juni |